# Atylotus fulvus
Atylotus fulvus är en tvåvingeart som först beskrevs av Johann Wilhelm Meigen 1804.  Atylotus fulvus ingår i släktet Atylotus och familjen bromsar. Arten är reproducerande i Sverige. Inga underarter finns listade i Catalogue of Life.

## Bildgalleri

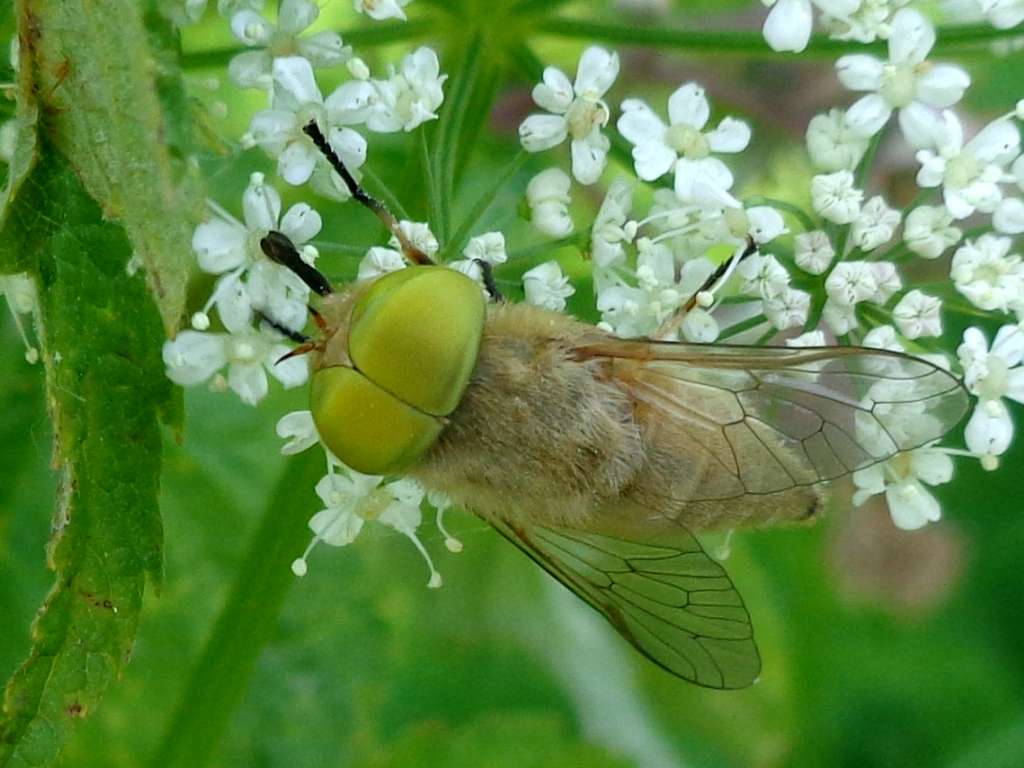
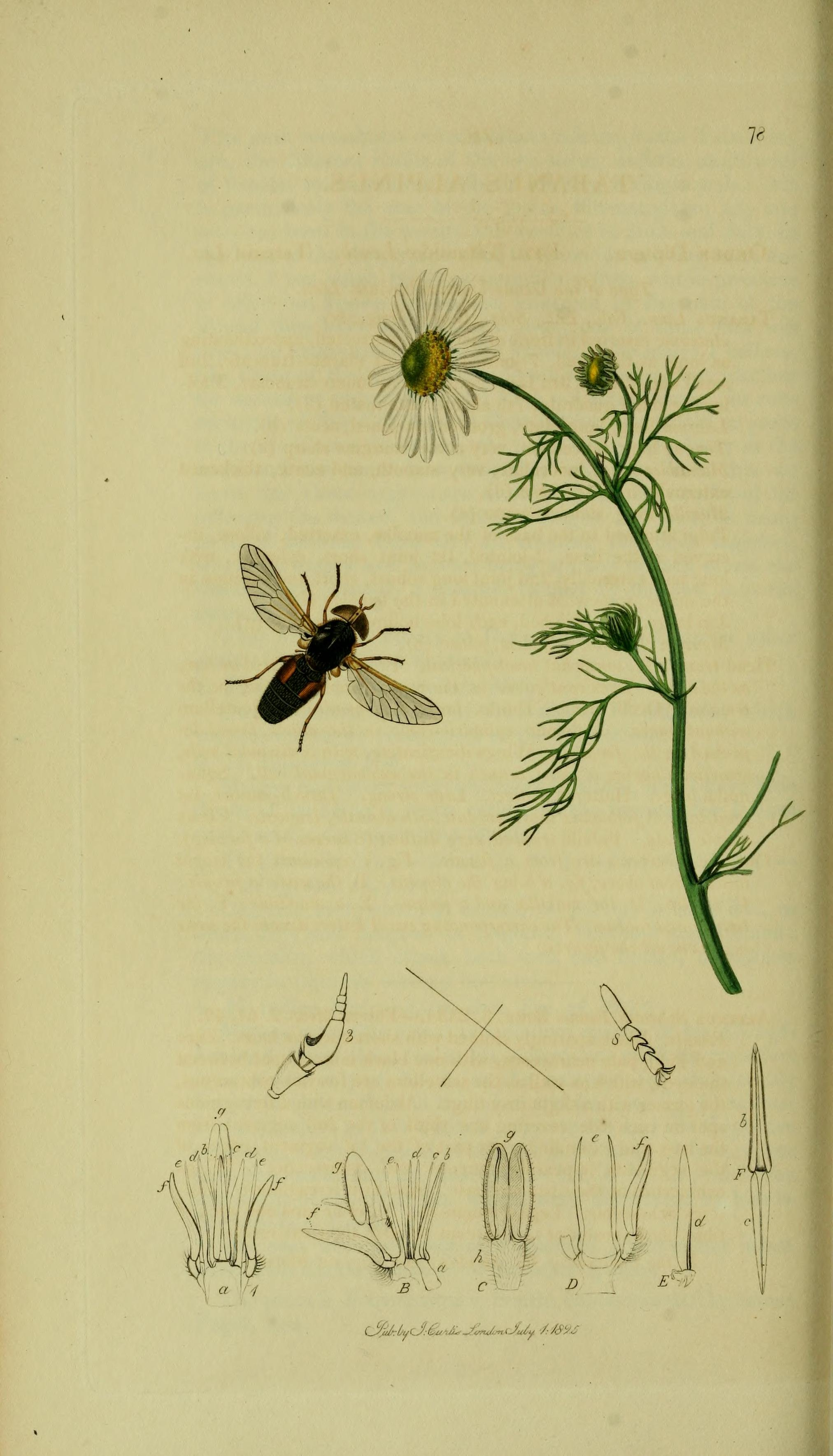